# 沼地采尔
沼地采尔是奥地利上奥地利州弗克拉布鲁克县的一个市镇。总面积25平方公里，总人口1520人，人口密度60.8人/平方公里（2010年）。